# Dexiomimops curtipes
Dexiomimops curtipes là một loài ruồi trong họ Tachinidae.